# شعشاعة
الشعشاعة أو أكتينوبلينز (بالإنجليزية: Actinoplanes)‏ هي جنس ضمن عائلة البوغانيات، وتمتلك أبواغ كروية مُتحركة فطرية جوية. تُنتج الشعشاعة المركب الصيدلاني فالينامين (طليعة لمضاد السكري أكاربوز والمضاد الحيوي فاليداميسين) وتيكوبلانين وراموبلانين.